# Arthur Carnell
Arthur Ashton Carnell (nacido el 21 de marzo de 1862-11 de septiembre de 1940) fue un tirador británico que compitió en los Juegos Olímpicos de Londres 1908.
Carnell ganó la medalla de oro en la prueba por equipos en 1908. Ganó los 50 y 100 yardas en rifle frente a siete compatriotas. Hubo 19 participantes de cinco países y la competencia fue descontinuado con fecha 11 de julio de 1908.